# 日本の電力会社

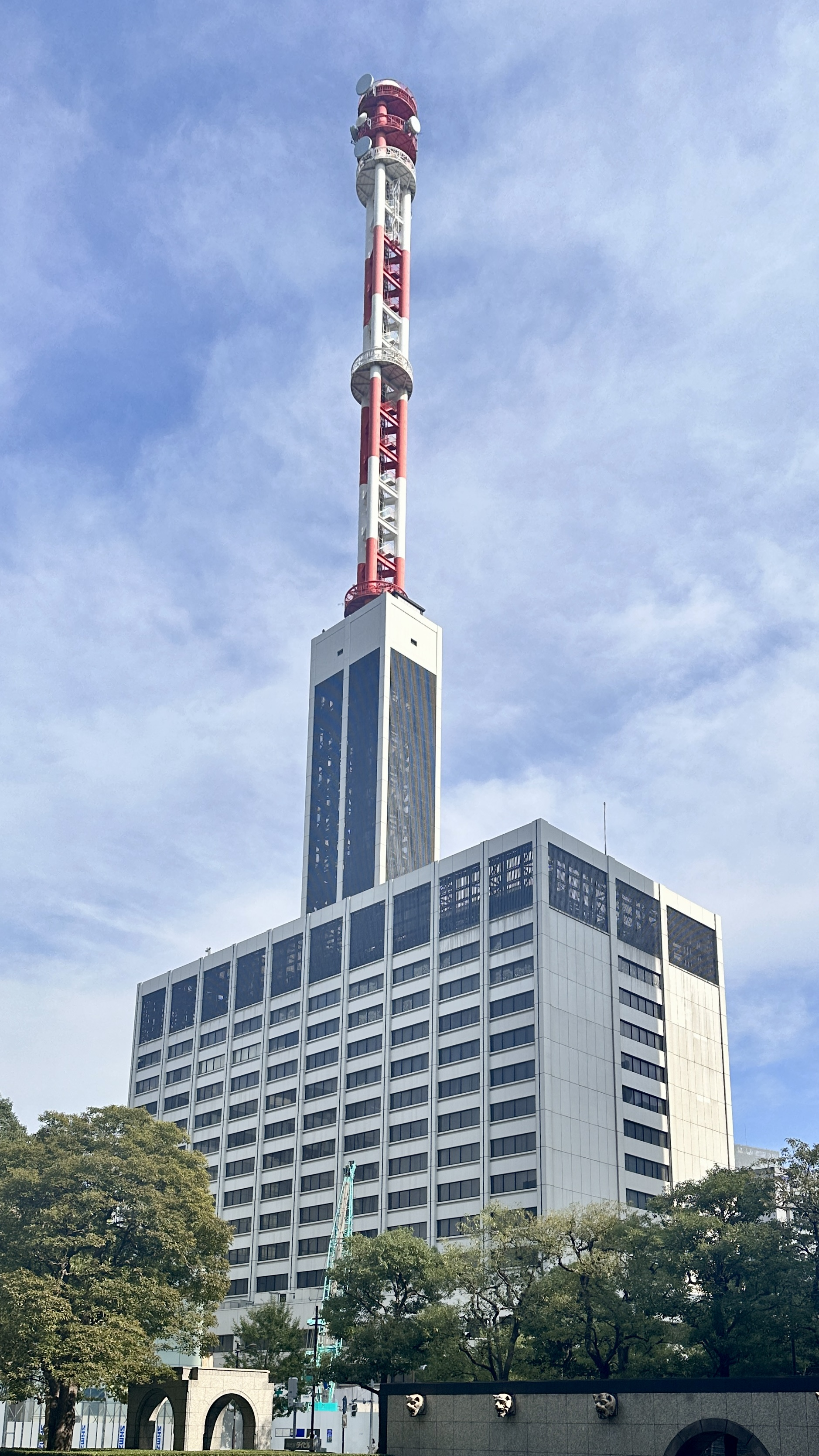
東京電力ホールディングスの本社

日本の電力会社（にほんのでんりょくがいしゃ）とは、電力（電気）を供給または発電する事業（電気事業）を主要な収益源としている日本の会社（電力会社）である。
日本では、2015年に「平成二十七年六月二十四日法律第四十七号」によって電気事業法の一部が改正され、2016年4月1日からの電力の小売り全面自由化にあわせて、改正された電気事業法が同日施行された。これにより、改正前の旧第2条第1項第10号に規定されていた電気事業者である「一般電気事業者、卸電気事業者、特定電気事業者及び特定規模電気事業者」の名称は法律上廃止され、新法第2条第1項第17号によって電気事業者は「小売電気事業者、一般送配電事業者、送電事業者、特定送配電事業者及び発電事業者」と規定された。その後、2020年の電気事業法改正により、配電事業者と特定卸供給事業者が電気事業者として新たに位置づけられた。

## 歴史
日本各地では中小の電力会社の設立が相次いだ。しかし、関東大震災を機に電力会社の統合が進み、五大電力会社と呼ばれた東京電燈、東邦電力、大同電力、宇治川電気、日本電力の5社にほぼ収斂していった。
しかし、1939年の戦時国家体制（国家総動員法）によりこれらの電力会社は特殊法人の日本発送電と関連する9配電会社に統合された。現在、電気事業連合会加盟の電力会社のうち、沖縄電力を除く9社はこの日本発送電が元になっている。なお沖縄電力が電気事業連合会に加盟したのは2000年3月である。
戦後の占領政策において、日本発送電の独占状態が問題視されたことから、電気事業再編成審議会が発足し、同会長の松永安左エ門がGHQを直接説得し、GHQポツダム政令である電気事業再編成令が出され、電気事業再編成審議会の全委員（日本発送電存続派）の反対を押し切る形で、9電力会社への事業再編（1951年）が実現された。1952年、9電力会社は電気事業連合会を設立した。一方、1952年9月には、電源開発が発足した。
沖縄電力は、米軍統治下の1954年2月に琉球列島米国民政府の出資で発足した琉球電力公社を、1972年5月の沖縄本土復帰に伴って沖縄県が発足するに及び、国と県が出資する特殊法人として再編したものである。このためかつては沖電を除く9社を“電力9社”と呼んでいた。現在では沖縄電力は民営化され、電気事業連合会に加盟している。
1995年、世界的な規制緩和の流れを受けた電気事業法改正に伴う電力自由化により、電力会社に卸電力を供給する独立系発電事業者 (Independent Power Producer、IPP) の参入が可能になり、また大型ビル群など特定の地点を対象とした小売供給が特定電気事業者に認められた。これにより、異業種からの電気事業への参入が相次いだ。

## 財務報告
電気事業者（特定規模電気事業者を除く）の作成する財務諸表は、一般の事業会社に適用される企業会計原則に加えて、電気事業会計規則（昭和40年通商産業省令第57号）に準拠して作成される。具体的な相違点としては、貸借対照表において、流動性配列法に代えて固定性配列法が採用されるなどである。

## 日本の電気事業者

一般送配電事業者の送配電区域
北海道電力ネットワーク
東北電力ネットワーク
東京電力パワーグリッド
中部電力パワーグリッド
北陸電力送配電
関西電力送配電
中国電力ネットワーク
四国電力送配電
九州電力送配電
沖縄電力
管轄境界（※都道府県境界と異なる部分のみ、黄色の線）
電源周波数境界

2016年4月1日からの電力の小売り全面自由化にあわせて、改正された電気事業法が同日施行され、電気事業者は小売電気事業者、一般送配電事業者、送電事業者、特定送配電事業者および発電事業者となった。後述の旧一般電気事業者である10電力会社は、2016年4月1日に持株会社体制へ移行した東京電力を除き、同日時点では、小売電気事業、一般送配電事業、発電事業の3事業を兼営する小売電気事業者、一般送配電事業者、発電事業者を兼営していた。東京電力は、持株会社である東京電力ホールディングスに社名変更し、子会社である東京電力エナジーパートナー、東京電力パワーグリッド、東京電力フュエル&パワーが、それぞれ小売電気事業、一般送配電事業、燃料・火力発電事業を承継した。
そして2020年4月1日より、沖縄電力を除く8電力会社の一般送配電事業部門は、各地域ごとに設立された、一般送配電事業者各社に分社化された。

### 小売電気事業者
小売電気事業を営むには、電気事業法第2条の2の規定により経済産業大臣による登録が必要である。
資源エネルギー庁の「登録小売電気事業者一覧」によると2020年12月28日現在、計698事業者である。

### 一般送配電事業者
一般送配電事業を営むには、電気事業法第3条の規定により経済産業大臣の許可が必要である。旧法規定の旧一般電気事業者である10電力会社の送電、配電部門にあたる事業である。
2020年4月現在、北海道電力ネットワーク、東北電力ネットワーク、東京電力パワーグリッド、中部電力パワーグリッド、北陸電力送配電、関西電力送配電、中国電力ネットワーク、四国電力送配電、九州電力送配電、沖縄電力の10事業者である。

### 送電事業者
送電事業を営むには、電気事業法第27条の4の規定により経済産業大臣の許可が必要である。送電事業とは、「自らが維持し、及び運用する送電用の電気工作物により一般送配電事業者に振替供給を行う事業（一般送配電事業に該当する部分を除く）」である。
資源エネルギー庁の送配電事業者一覧によると、送電事業者は以下の3社（2020年4月現在）である。
- 電源開発送変電ネットワーク株式会社（J-POWER送変電）
- 北海道北部風力送電株式会社
- 福島送電株式会社

### 特定送配電事業者
特定送配電事業を営むには、電気事業法第27条の13の規定により経済産業大臣に届け出が必要である。特定送配電事業とは、旧法の特定電気事業者の送電部門や自営線供給を行っている特定規模電気事業者の送配電部門等にあたる事業である。
資源エネルギー庁の「登録特定送配電事業者一覧」によると2020年12月28日現在、以下の計31事業者である。
- JNCパワー
- 王子製紙
- グリーンサークル
- エネット
- フォレストパワー
- 宮崎パワーライン
- F-Power
- 丸紅
- イーレックス
- 一般社団法人東松島みらいとし機構
- 東日本旅客鉄道
- 六本木エネルギーサービス
- 住友共同電力
- JFEスチール
- Daigasエナジー株式会社
- 森の電力
- そうまIグリッド
- ジェーシーパワーサプライ
- 三井不動産TGスマートエナジー
- MCPD
- ひおき地域エネルギー
- パナソニックホームズ
- タクマエナジー
- デジタルグリッド
- 虎ノ門エネルギーネットワーク
- トラストバンク
- 旭化成水力テクノサービス
- ウッドエナジ－
- 真庭バイオエネルギー
- 葛尾創生電力
- Looop

### 発電事業者
発電事業を営むには、電気事業法第27条の27の規定により経済産業大臣に届け出が必要である。
資源エネルギー庁の「登録発電事業者一覧」によると2020年11月30日時点で、電気事業法等の一部を改正する法律（平成26年法律第72号）の附則の規定に基づき発電事業届出書の提出をしたとみなされる17事業者を含めて計942事業者である。
以下は2022年6月現在の日本国内の事業者ごとの発電所数・出力の一覧(最大出力上位30社)である。記載されていない事業者や発電エネルギー源ごとの詳細データは出典を参照されたい。
| 日本国内の事業者ごとの発電所数・出力の一覧（最大出力上位30社・2022年6月現在） | 日本国内の事業者ごとの発電所数・出力の一覧（最大出力上位30社・2022年6月現在） | 日本国内の事業者ごとの発電所数・出力の一覧（最大出力上位30社・2022年6月現在） |
| 事業者名                                                                      | 発電所数                                                                      | 最大出力(kW)                                                                  |
| ----------------------------------------------------------------------------- | ----------------------------------------------------------------------------- | ----------------------------------------------------------------------------- |
| JERA                                                                          | 22                                                                            | 59,893,400                                                                    |
| 関西電力                                                                      | 167                                                                           | 29,402,975                                                                    |
| 電源開発                                                                      | 67                                                                            | 17,096,350                                                                    |
| 東北電力                                                                      | 223                                                                           | 16,690,079                                                                    |
| 九州電力                                                                      | 153                                                                           | 15,977,628                                                                    |
| 中国電力                                                                      | 131                                                                           | 10,787,140                                                                    |
| 東京電力リニューアブルパワー                                                  | 168                                                                           | 9,930,232                                                                     |
| 中部電力                                                                      | 209                                                                           | 9,172,391                                                                     |
| 北海道電力                                                                    | 66                                                                            | 8,369,070                                                                     |
| 北陸電力                                                                      | 141                                                                           | 8,249,330                                                                     |
| 東京電力ホールディングス                                                      | 1                                                                             | 8,212,000                                                                     |
| 四国電力                                                                      | 63                                                                            | 5,280,238                                                                     |
| 日本原子力発電                                                                | 2                                                                             | 2,260,000                                                                     |
| 沖縄電力                                                                      | 29                                                                            | 2,175,995                                                                     |
| 相馬共同火力発電                                                              | 1                                                                             | 2,000,000                                                                     |
| 日本製紙                                                                      | 15                                                                            | 1,507,730                                                                     |
| JFEスチール                                                                   | 7                                                                             | 1,507,300                                                                     |
| 常磐共同火力                                                                  | 1                                                                             | 1,450,000                                                                     |
| コベルコパワー神戸                                                            | 1                                                                             | 1,400,000                                                                     |
| 日本製鉄                                                                      | 5                                                                             | 1,295,000                                                                     |
| 東日本旅客鉄道                                                                | 12                                                                            | 1,270,760                                                                     |
| コベルコパワー真岡                                                            | 1                                                                             | 1,248,200                                                                     |
| 扇島パワー                                                                    | 1                                                                             | 1,221,300                                                                     |
| 福島ガス発電                                                                  | 1                                                                             | 1,180,000                                                                     |
| 君津共同火力                                                                  | 1                                                                             | 1,152,900                                                                     |
| 泉北天然ガス発電                                                              | 2                                                                             | 1,109,000                                                                     |
| ENEOS                                                                         | 19                                                                            | 1,050,658                                                                     |
| 戸畑共同火力                                                                  | 1                                                                             | 1,040,000                                                                     |
| 鹿島共同火力                                                                  | 1                                                                             | 1,000,000                                                                     |
| 川崎天然ガス発電                                                              | 1                                                                             | 847,400                                                                       |

## 日本の電気事業者（旧分類）
（2016年3月31日までの分類）

### 一般電気事業者
一般の需要者に電力を供給する事業者。
- 北海道電力
- 東北電力
- 東京電力
- 北陸電力
- 中部電力
- 関西電力
- 中国電力
- 四国電力
- 九州電力
- 沖縄電力

### 卸電気事業者
一般電気事業者に電力を供給する事業者のうち、合計200万kW超の発電設備を有する事業者。
- 電源開発 (J-POWER)
- 日本原子力発電

### 卸供給事業者
一般電気事業者と10年以上・1000kW超の供給契約か、5年以上・10万kW超の供給契約を交わしている事業者（卸電気事業者を除く）。電気事業法上の電気事業者ではない。独立系発電事業者 (IPP: Independent Power Producer) ともいう。
- ENEOS
- 日本製鉄
- 糸魚川発電 - 太平洋セメント・電源開発の合弁
- 荏原製作所
- レゾナック
- 日立製作所
- 日立造船
- JFEスチール
- 川崎天然ガス発電 - ENEOS（旧新日本石油）・ニジオ（東京ガスの連結子会社）の合弁
- 東亜石油
- 扇島パワー - 東京ガス・出光興産の合弁
- 東京ガス横須賀パワー - 東京ガスの子会社
- トーメンパワー寒川 - トーメン（現在は豊田通商と合併）の子会社
- 明海発電 - トピー工業の子会社
- 中山名古屋共同発電　- 大阪ガス・中山製鋼所の合弁
- 出光興産
- コスモ石油
- 黒部川電力 - 北陸電力・デンカの合弁
- 日本海発電 - 北陸電力の子会社
- ガスアンドパワー - 大阪ガスの子会社
- 中山共同発電　- 大阪ガス・中山製鋼所の合弁
- 泉北天然ガス発電 - 大阪ガスの子会社
- 神戸製鋼所
- UBE
- 土佐発電 - 電源開発・四国電力・太平洋セメントの合弁

#### 旧みなし卸電気事業者
「みなし卸電気事業者」としての扱いは2010年3月で終了し、4月以降は「卸供給事業者」として扱われている。
- 公営
  - 北海道企業局
  - 群馬県企業局
  - 埼玉県企業局
  - 神奈川県企業庁
  - 東京都交通局
  - 山梨県企業局
  - 長野県企業局
  - 富山県企業局
  - 金沢市企業局（日本で唯一の市営事業者）
  - 島根県企業局
- その他
  - 北海道パワーエンジニアリング- 北海道電力の子会社
  - ほくでんエコエナジー（旧社名: 北海水力発電）- 北海道電力の子会社
  - 東星興業 - 東北電力の子会社
  - 荒川水力電気 - 東北電力の子会社
  - 東北水力地熱 - 東北電力の子会社
  - 東北自然エネルギー開発 - 東北電力の関連会社、同グループ（東北発電工業・ユアテック（旧東北電気工事）・東北緑化環境保全の3社）による間接出資
  - 酒田共同火力発電 - 東北電力が住軽アルミニウム（住友軽金属子会社、82年5月解散後は同社が保有分を継承）[注 2]の対等出資により設立、現在前者の子会社
  - 相馬共同火力発電 - 東北電力・東京電力の合弁
  - 常磐共同火力 - 東北電力・東京電力の合弁、常磐興産・古河機械金属・南悠商社等も出資
  - 鹿島共同火力 - 日本製鉄（旧住友金属工業）・東京電力の合弁
  - 君津共同火力 - 日本製鉄（旧八幡製鐵）・東京電力の合弁
  - 東京発電 - 東京電力の子会社
  - 富山共同自家発電 - 北陸電力・日産化学の合弁、昭和タイタニウム・JFEマテリアルも出資
  - 和歌山共同火力 - 日本製鉄・関西電力の合弁
  - 瀬戸内共同火力 - JFEスチール（旧日本鋼管）・中国電力との合弁
  - 住友共同電力 - 住友化学の子会社、住友グループや四国電力が主に出資
  - 戸畑共同火力 - 日本製鉄・九州電力の合弁
  - 大分共同火力 - 日本製鉄・九州電力の合弁

### 小規模な発電を行う事業者
卸供給事業者の基準に満たない事業者。電気事業法上の「一般用電気工作物」や、「自家用電気工作物」に該当する発電設備を設置し、一般電気事業者や、特定規模電気事業者へ売電を行っている。

### 特定電気事業者
限定された区域に対し、自営の発電設備や電線路を用いて、電力供給を行う事業者。
- 東日本旅客鉄道 - 首都圏のJR線のほか、東海道新幹線（JR東海）などにも供給。
- 六本木エネルギーサービス - 六本木ヒルズに供給。
- 住友共同電力 - 愛媛県新居浜市別子山地区に供給[19]。
- JFEスチール - 千葉県千葉市中央区蘇我特定地区（東日本製鉄所千葉地区の工場跡地）に供給[20]。
- OGCTS - 大阪ガスの100％子会社。大阪ドーム周辺の5施設に供給[21]。

※諏訪赤十字病院および介護老人保健施設に供給していた諏訪エネルギーサービス（諏訪ガス・鹿島建設などの共同出資）は、2011年6月に廃止した。

### 特定規模電気事業者（新電力）
PPS（Power Producer and Supplier）とも呼ばれる。特別高圧・高圧受電による契約電力50kW以上の需要家へ、一般電気事業者が管理する送電線を通じて小売りを行う事業者。2012年3月、枝野幸男経済産業大臣（当時）の意向により、通称を「新電力」に改めた。特定規模電気事業者は、「電気事業法施行規則等の一部改正に伴う経過措置」として規定されている。
以前は電気料金の急騰防止ならびに安定供給の観点から、経済産業省や消費者庁の指導によりこれらの事業者に対して、前記の契約電力に満たない一般家庭等への売電は認められていなかったが、2016年4月1日以降、電力の完全自由化に伴い、関係省庁への届出・登録により一般家庭等への売電が可能になっている。
一般電気事業者も同様の条件にて、供給区域外への電力供給が可能である。
以下は、「特定規模電気事業者」としての資格を有する事業者である。
- エネット
- NTTファシリティーズ
- 東京ガス
- 大阪ガス
- Fitグループ
- ダイヤモンドパワー
- 丸紅
- イーレックス
- 日鉄エンジニアリング
- サミットエナジー
- 大王製紙
- サニックス
- ENEOS
- エネサーブ
- F-Power
- 太陽光発電設備
- 光発電・グリーン電力販売機構
- スペクトルパワーデザイン
- パナソニック
- 王子製紙
- 特種東海製紙
- 極東エレテック
- ダイトーシステムインターナショナル
- 日本テクノ
- 出光興産
- JENホールディングス
- 日本風力開発
- オリックス
- 泉北天然ガス発電
- やまがたグリーンパワー
- グリーンESCO
- 荏原環境プラント
- 日本ロジテック協同組合（-2016年）
- 出光グリーンパワー
- 新出光
- 東京エコサービス
- G-Power
- プレミアムグリーンパワー
- テス・エンジニアリング
- ミツウロコグリーンエネルギー
- 日本セレモニー
- 伊藤忠エネクス
- 二又風力開発
- 日産自動車
- 慧通信技術工業
- 遠隔検針協会
- 馬車道
- Mr.Max（ミスターマックス）
- コスモ石油
- イーセル
- ラフ
- 志賀高原リゾート開発
- エターナ
- リエス
- 南和
- エンブレム
- 吉田石油店
- リッヂ
- 阪和興業
- グリーンサークル
- アームコンサルティング
- L・パワー
- エヌパワー
- 日本製紙
- サン・レイン・ジャパン
- リエスパワー
- エルイマイ
- ジャパン・ソーラー
- 里山
- グローバルエンジニアリング
- エフビットコミュニケーションズ
- 福島電力（-2018年）

### マンション一括受電サービスを提供する事業者
以下は、マンション一括受電サービスを提供する事業者である。電気事業法上の電気事業者ではない。
- 東京電力（一般電気事業者）
- イーレックス（特定規模電気事業者）
- アイピー・パワーシステムズ[30]
- NTTファシリティーズ
- レジル（旧：中央電力）[31][32]
- 日本電力[33]
- あなぶきパワー＆リース
- ジュピターテレコム[34]
- エフビットコミュニケーションズ

## 日本の発電所
- 主要な発電所
  - 火力発電所 - 日本の火力発電所一覧
  - 原子力発電所 - 日本の原子力発電所一覧
  - 水力発電所 - 日本の電力会社の水力発電所一覧、日本の発電用ダム一覧
- その他
  - 地熱発電所 - 日本の地熱発電所一覧
  - 風力発電所 - 日本の風力発電所一覧
  - 太陽光発電所 - 日本の太陽光発電所一覧
  - バイオマス発電所 - 日本のバイオマス発電所一覧

## 発電電力量構成比

構成比の推移

2015年度における電気事業連合会加盟の電力会社と卸電気事業者の発電電力量構成比は以下の通り。
太字は一番割合が大きいものを表す。なお、電気事業連合会の資料に載っていない電源開発及び原子力発電が100%の日本原子力発電は省略している。
| 会社名     | 水力発電 | 火力発電 | 原子力発電 | 新エネルギー |
| ---------- | -------- | -------- | ---------- | ------------ |
| 北海道電力 | 16       | 78       | -          | 6            |
| 東北電力   | 13       | 81       | -          | 6            |
| 東京電力   | 6        | 91       | -          | 3            |
| 北陸電力   | 26       | 71       | -          | 3            |
| 中部電力   | 10       | 85       | -          | 5            |
| 関西電力   | 12       | 84       | 1          | 3            |
| 中国電力   | 7        | 88       | -          | 5            |
| 四国電力   | 12       | 80       | -          | 8            |
| 九州電力   | 8        | 72       | 10         | 10           |
| 沖縄電力   | -        | 96       | -          | 4            |

すべての事業者において火力発電の割合が最大となっている。九州の電力は原子力発電の割合が1割。また、北陸電力は水力発電の割合が電力会社では一番多い。

## 政官界との関係
関西電力において、少なくとも1972年から18年間に亘り、歴代内閣総理大臣に対し、原発推進などの目的で多額の政治献金が行われてきた実態が、2014年に同社元副社長の内藤千百里の証言により明らかになった。
自民党の政治団体「国民政治協会」の政治資金収支報告書を2007年から2009年まで精査すると、原発を持たない沖縄電力を除き、全国9電力会社の役員のべ912人が同協会に合計1億1567万円の献金をしている。また、この3年間、電力労組から民主党議員・関連団体へ多額の政治献金がなされている。

### 天下り問題
経済産業省は、旧通商産業省時代から半世紀近くもほぼ切れ間無く東京電力などの電力会社への天下りを行っている。
日本の代表的な電力会社である東京電力については、1962年に石原武夫・元次官が東電の取締役に就任し副社長などを歴任したのが始まり、その後も、増田実・元資源エネルギー庁長官（1981年 - 1989年）、川崎弘・元資源エネルギー庁次長（1991年 - 1999年）、白川進・元資源エネルギー庁次長（2000年 - 2010年）と、いった調子で、ほぼ切れ目なく天下りで取締役のポストを得てきた。その結果、東電6人の副社長ポストのうち1人分は「経産省OBの指定席」などと見なされる始末だった。このような天下りによる癒着は東京電力に限らず、他の電力会社でも起きているという。本来、原子力発電の安全性を審査する役目を担うはずの組織として原子力安全・保安院が存在してはいるが、この保安院は経済産業省の下部組織であるので、上部組織の経産省が天下りによって電力会社と癒着したことで、原子力安全・保安院の機能も損なわれてきたと見なされている。
2011年に行われた経済産業省の調査によると、経済産業省から電力会社への天下りが過去50年間で68人あったとの調査結果を発表した。このうちの13人は現在も顧問や役員などの肩書で勤務しているために、監督官庁である経産省とのこのような緊密な関係は原子力発電所の安全基準のチェックを甘くさせるなどの弊害などがあるとも指摘されている（ただし、沖縄電力には原子力発電所は存在しない）。この調査では経産省（前身の通商産業省、商工省を含む）の元職員で、再就職先で常勤の役員か顧問だった人物を対象とされた。
天下りの人数
- 北海道電力 - 5人
- 東北電力 - 7人
- 東京電力 - 5人
- 北陸電力 - 6人
- 中部電力 - 5人
- 関西電力 - 8人
- 中国電力 - 3人
- 四国電力 - 4人
- 九州電力 - 7人
- 沖縄電力 - 4人
- 日本原子力発電 - 8人
- 電源開発 - 6人

（※このうち中国電力をのぞく11社で現在も1 - 2人の経産省OBが残っている。）

### 天上がり問題
2001-2011年の間、電力会社の社員が臨時職員として官庁に採用されてきた。内訳は内閣官房12人、内閣府15人、文科省9人。また、東電をふくむ電力会社7社、日本原子力発電、日本原燃、IHI、日本原子力産業協会、電力中央研究所に在職したまま、内閣府、経産省、文科省に採用された非常勤の公務員は102人にのぼる。

## 新電力への切り替え
2016年4月電力小売完全自由化後の2018年9月30日まで、電力の購入先を新電力へ変更した契約件数は約489万件となった。自由化から2年半の2018年12月14日経済産業省の発表によると795万件、新電力への切り替えが12%を超えた。